# SCORE (Satellit)

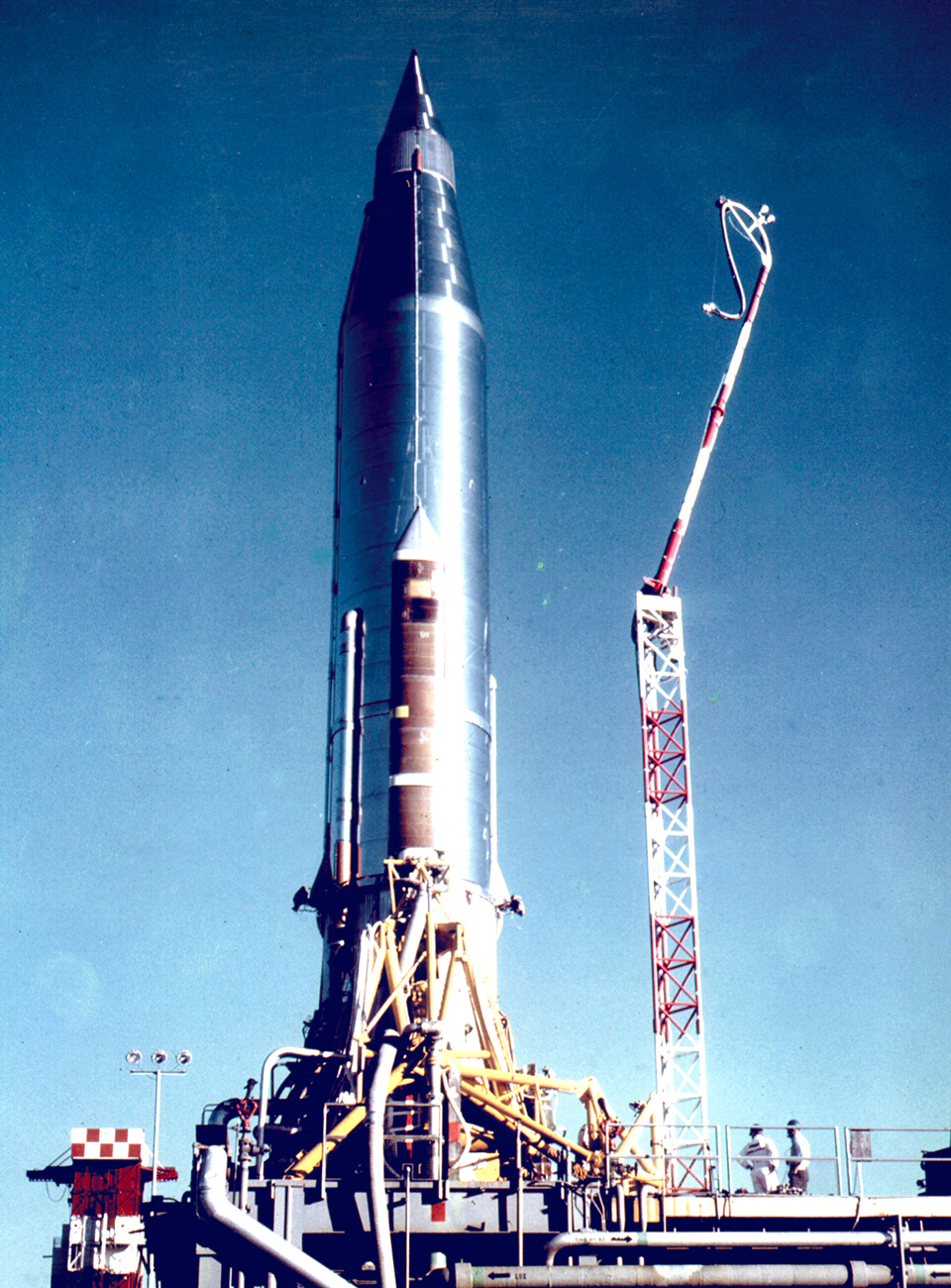
Atlas-B-Rakete mit SCORE auf der Startrampe – Der gesamte Raketenkörper (ohne die Boostertriebwerke) bildete den Satelliten SCORE

SCORE (Signal Communications by Orbiting Relay Equipment, auch Project SCORE) war der erste Kommunikationssatellit.
Nach dem Start mit einer modifizieren Atlas-B-Interkontinentalrakete am 18. Dezember 1958 führte die US Army mit SCORE Übertragungsexperimente durch. Aufsehen erregte SCORE durch die Aussendung der vor dem Start auf einem Bandrekorder des Satelliten aufgezeichneten Weihnachtsbotschaft des amerikanischen Präsidenten Dwight D. Eisenhower.

## Aufbau
Der SCORE-Satellit war im Gegensatz zu den meisten anderen Satelliten kein eigenständiger, abtrennbarer Flugkörper, sondern komplett in die Trägerrakete integriert. Die Rakete selbst war weitgehend unverändert dem Atlas-Interkontinentalraketen-Erprobungsprogramm entnommen worden. Lediglich der Wiedereintrittskörper wurde durch eine einfache aerodynamische Verkleidung ersetzt.
Die Nutzlast wurde im Auftrag der ARPA von dem militärischen Kommunikationsforschungstechniker Kenneth Masterman-Smith in Zusammenarbeit mit einem Team des United States Army Signal Research and Development Laboratory (SRDL) unter Leitung von Hans Ziegler in Fort Monmouth (New Jersey) in nur sechs Monaten entwickelt und gebaut.
Die 68 kg schwere SCORE-Nutzlast bestand aus zwei redundanten Systemen, die je aus einem Empfänger, einem Sender und einem Miniaturbandrekorder bestanden. Diese Kommunikationseinrichtung konnte sowohl im Store-Dump-Modus betrieben werden, in dem zunächst eine gesendete Nachricht auf Band aufgezeichnet wurde und später auf ein Kommando von der Bodenstation wieder gesendet wurde, als auch im Direktmodus, wo die empfangene Nachricht gleichzeitig vom Sender wieder abgestrahlt wurde. Je zwei an den Raketenkörper anliegende Sende- und Empfangsantennen dienten der Signalübertragung.
Als Stromversorgung dienten Silberoxid-Zink-Batterien mit einer Leistung von 56 Watt, die für die erwartete 21-tägige Lebensdauer des Satelliten ausreichen sollten. Die Gesamtmasse des SCORE-Satelliten, einschließlich der verbundenen Atlas-Rakete, betrug 3970 kg, was ihn zum bis dahin schwersten künstlichen Objekt US-amerikanischen Ursprungs in der Erdumlaufbahn machte.

## Mission
Die Atlas-B-Rakete mit der Seriennummer 10B startete am 18. Dezember 1958 von der Cape Canaveral Air Force Station von Startrampe LC-11. Während des Aufstiegs wurde die Boostersektion mit zwei von drei Haupttriebwerken abgeworfen. Das verbliebene Triebwerk beschleunigte die aufsteigende Atlas-Rakete mit der eingebauten Nutzlast weiter, bis die Rakete in eine Umlaufbahn von 185 km × 1484 km mit einer Bahnneigung von 32,3° einschwenkte. Der Satellitenstart war unter vollständiger Geheimhaltung vorbereitet worden und ein großer Teil des beteiligten Personals war nicht informiert, dass es sich bei dem Start nicht um die Erprobung einer Interkontinentalrakete, sondern um einen Satellitenstart handelte. Die Weihnachtsbotschaft des Präsidenten wurde erst kurz vor dem Start durch die Funkanlage aufgezeichnet und ersetzte einen anderen Text.
Beim ersten Überfliegen der Bodenstation reagierte die primäre Kommunikationseinrichtung nicht auf die Befehle der Bodenstation, jedoch konnte etwas später die sekundäre Einrichtung aktiviert werden. Alle Kommunikationstests wurden mit dem sekundären System durchgeführt.
Am 19. Dezember 1958 sendete SCORE die erste Aufzeichnung einer menschlichen Stimme aus dem All.
Die Ansprache des amerikanischen Präsidenten Dwight D. Eisenhower lautete:
„This is the President of the United States speaking. Through the marvels of scientific advance, my voice is coming to you from a satellite circling in outer space. My message is a simple one: Through this unique means I convey to you and to all mankind, America's wish for peace on Earth and goodwill toward men everywhere.“
„Hier spricht der Präsident der Vereinigten Staaten. Durch die Wunder des wissenschaftlichen Fortschritts hören Sie meine Stimme von einem im Weltraum kreisenden Satelliten. Ich habe eine einfache Botschaft: Durch dieses einzigartige Mittel richte ich Ihnen und der gesamten Menschheit Amerikas Wunsch nach Frieden auf Erden und sein Wohlwollen gegenüber allen Menschen aus.“
In den folgenden Tagen wurden sowohl Sprach- als auch Fernschreiber-Nachrichten zum Satelliten gesendet, gespeichert und später gesendet. Außerdem fanden einige Direktübertragungen statt. Nach zwölf Tagen in der Umlaufbahn versagte die Stromversorgung am 30. Dezember 1958. Bis dahin wurden etwa acht Stunden an Übertragungszeit erreicht.
Am 21. Januar 1959 verglühte SCORE in der Erdatmosphäre.